# Ingall (département)
Ingall est un département de la région d'Agadez au Niger.

## Géographie
Le département s'étend à l'ouest de la région d'Agadez, sur une superficie de 61 170 km2. Il est frontalier de la région malienne de Kidal au nord-ouest et de l'Algérie au nord.
| Kidal                   | Algérie | Arlit        |
| Tassara, Tchintabaraden | Ingall  | Tchirozérine |
| Abalak                  | Bérmo   | Aderbissinat |

## Histoire
Le poste administratif d'Ingall instauré en 1964, est séparé en 2011 du département de Tchirozérine et élevé au statut départemental.

## Population
Selon le recensement général de la population et de l'habitat de 2012, le département compte 51 903 habitants. De 2001 à 2012, la population a augmenté en moyenne de 4,8 % par an (pour un accroissement national moyen de : 3,9 %). 

## Administration
Le département couvre une unique commune rurale : 
- Ingall